# Paul Hoekstra
Paulus Joan Hoekstra (conocido como Paul Hoekstra; Enschede, 30 de diciembre de 1944) es un deportista neerlandés que compitió en piragüismo en la modalidad de aguas tranquilas (desde 1971 participó bajo la nacionalidad belga).
Participó en tres Juegos Olímpicos de Verano, obteniendo una medalla de plata en Tokio 1964 en la prueba de K2 1000 m. Ganó dos medallas en el Campeonato Mundial de Piragüismo, en los años 1966 y 1971, y una medalla en el Campeonato Europeo de Piragüismo de 1969.

## Palmarés internacional
| Representando a los Países Bajos |                       |                   |             |
| Juegos Olímpicos                 |                       |                   |             |
| Año                              | Lugar                 | Medalla           | Competición |
| 1964                             | Tokio (Japón)         | Medalla de plata  | K2 1000 m   |
| Campeonato Mundial               |                       |                   |             |
| Año                              | Lugar                 | Medalla           | Competición |
| 1966                             | Berlín Oriental (RDA) | Medalla de bronce | K1 500 m    |
| Campeonato Europeo               |                       |                   |             |
| Año                              | Lugar                 | Medalla           | Competición |
| 1969                             | Moscú (URSS)          | Medalla de bronce | K2 500 m    |
| Representando a Bélgica          |                       |                   |             |
| Campeonato Mundial               |                       |                   |             |
| Año                              | Lugar                 | Medalla           | Competición |
| 1971                             | Belgrado (Yugoslavia) | Medalla de plata  | K2 500 m    |